# Ormenio
Ormenio (griechisch Ορμένιο (n. sg.), bulgarisch Черномен Tschernomen, türkisch Çirmen) ist ein griechisches Dorf im Gemeindebezirk Trigono der Gemeinde Orestiada im äußersten Nordosten des Landes. Das Dorf befindet sich rund 2 km vom Fluss Evros und vom bulgarisch-griechischen Grenzübergang Kapitan Petko Wojwoda-Ormenio entfernt.

## Geschichte
In der Nähe von Ormenio fand 1371 die Schlacht an der Mariza statt, in der ein bulgarisch-serbisches Heer von den Osmanen besiegt wurde.
1872 oder kurz danach erhielt der Ort Eisenbahnanschluss, als hier die Bahnstrecke İstanbul Sirkeci–Swilengrad in Betrieb ging. Mit der Selbständigkeit Bulgariens 1878 wurde der Bahnhof osmanischer Grenzbahnhof zu Bulgarien. Durch die neue Grenzziehung aufgrund des Vertrags von Lausanne fiel der Ort 1923 an Griechenland, der Bahnhof wurde griechisch/bulgarischer Grenzbahnhof.
1971 nahm die Türkei eine neue, parallele Bahnstrecke nach Bulgarien, die ausschließlich über türkisches Staatsgebiet führt, in Betrieb. Über diese fließt heute der internationale Verkehr zwischen Europa und der Türkei. Der Bahnhof von Ormenio ist heute Endbahnhof für die griechischen Züge des regionalen Verkehrs. Der Eisenbahngrenzübergang nach Bulgarien wird wegen des zu geringen Verkehrsaufkommens nicht mehr genutzt.

## Wissenswert
Unter seinem bulgarischen Namen ist der Ort seit 2010 Namensgeber für den Tschernomen-Gletscher in der Antarktis.